# Episodi di Girlfriends (serie televisiva 2000) (prima stagione)
| nº | Titolo originale                  | Titolo italiano               | Prima TV USA      | Prima TV Italia |
| -- | --------------------------------- | ----------------------------- | ----------------- | --------------- |
| 1  | Toe Sucking                       | La festa è finita             | 11 settembre 2000 | 2004            |
| 2  | One Night Stand?                  | Una pazza notte               | 18 settembre 2000 |                 |
| 3  | Girlfrenzy                        | Amiche e nemiche              | 25 settembre 2000 |                 |
| 4  | Hip-Ocracy                        | Hip-Ocracy                    | 2 ottobre 2000    |                 |
| 5  | I Pity the Fool                   | Pietà per gli stupidi         | 9 ottobre 2000    |                 |
| 6  | The Remains of the Date           | Appuntamento al buio          | 30 ottobre 2000   |                 |
| 7  | Everything Fishy Ain't Fish       | Fragola della discordia       | 6 novembre 2000   |                 |
| 8  | Pregnant Pause                    | Test di gravidanza            | 13 novembre 2000  |                 |
| 9  | Fried Turkey                      | Il Giorno del Ringraziamento  | 20 novembre 2000  |                 |
| 10 | Never a Bridesmaid                | Mai più damigella d'onore     | 27 novembre 2000  |                 |
| 11 | The Importance of Being Frank     | L'importanza di essere franco | 11 dicembre 2000  |                 |
| 12 | The List                          | La lista                      | 15 gennaio 2001   |                 |
| 13 | They've Gotta Have It             | Amore, baciami!               | 5 febbraio 2001   |                 |
| 14 | Bad Timing                        | Il regalo di San Valentino    | 12 febbraio 2001  |                 |
| 15 | Old Dog                           | Vecchio amico fidato          | 19 febbraio 2001  |                 |
| 16 | Friends, Colleagues, Brothers     | Amici, colleghi e fratelli    | 26 febbraio 2001  |                 |
| 17 | The Declaration of Lynndependence | Dichiarazione d'indipendenza  | 5 marzo 2001      |                 |
| 18 | Diss-regard                       | Mancanza di riguardo          | 12 marzo 2001     |                 |
| 19 | A Kiss Before Lying               | Un bacio prima di mentire     | 16 marzo 2001     |                 |
| 20 | The Burning Vagina Monologues     | Ti amo anch'io                | 30 marzo 2001     |                 |
| 21 | Loose Lips Sink Relationships     | L'anello della discordia      | 7 maggio 2001     |                 |
| 22 | Jamaic-Up?                        | Viaggio in Giamaica           | 14 maggio 2001    |                 |

## La festa è finita
- Titolo originale: Toe Sucking
- Diretto da: Leonard R. Garner Jr.
- Scritto da: Mara Brock Akil

## Una pazza notte
- Titolo originale: One Night Stand?
- Diretto da: Leonard R. Garner Jr.
- Scritto da: Mara Brock Akil